# Robo 3D
ROBO 3D là nhà sản xuất máy in 3D Hoa Kỳ tọa lạc tại San Diego, California. Được thành lập vào năm 2012, Robo 3D là một công ty khởi nghiệp trên Kickstarter với sản phẩm đầu tiên của họ là Robo 3D R1. Dòng sản phẩm của họ bao gồm Robo R1 +, Robo C2 và Robo R2, tất cả đều sử dụng tư tưởng vật liệu mở và tương thích với nhiều phần mềm mô hình 3D, như Solidworks và Sketch Up, cùng với các trang web chia sẻ mô hình 3D miễn phí, chẳng hạn như Thingiverse.[1]

## Lịch sử
Năm 2012, một nhóm sinh viên từ Đại học bang San Diego (SDSU), thất vọng bởi chi phí sử dụng máy in 3D công nghiệp đắt tiền và công nghiệp duy nhất của trường, đặt vấn đề tạo ra máy in 3D của riêng họ. Động lực là tạo ra một giải pháp thay thế rẻ hơn cho các thương hiệu in 3D hàng đầu hiện nay.
Sau khi bắt đầu phát triển sản phẩm trên bàn ăn, nhóm đã đến Kickstarter để tìm kiếm nguồn tài trợ. Với mục tiêu gây quỹ $ 49,000, tổng số tiền $ 649,663 đã được cam kết.
Vào ngày 16 tháng 1 năm 2014, Robo3D đã được đề cập trong bài viết của tạp chí Time về máy in 3D tại CES. Vào ngày 20 tháng 8 năm 2015, Fine Brothers Entertainment đã phát hành một tập phim 'Người cao tuổi phản ứng với máy in 3D' có máy in Robo 3D R1.
Khi cổ phiếu của công ty ra mắt trên Sàn giao dịch chứng khoán Úc, cổ phiếu này được giao dịch lần đầu với giá cao hơn trên mỗi cổ phần so với đợt  chào bán lần đầu ra công chúng.

## R1
Kích thước vật lý của R1 là 17x15x18 inch (43 cm × 38 cm × 46 cm) cho phép nó có khối lượng xây dựng 10x9x8 inches (25 cm × 23 cm × 20 cm) hay 720 inch khối (11.8 l). Độ phân giải lớp là 100 µm ở mức cao, 200 µm ở mức trung bình và 300 µm ở mức thấp. Đường kính sợi là 1,75 mm và đường kính vòi phun là 0,4 mm.

## R2
R2 được phát hành vào năm 2017. Nó có kích thước 23,8 inch x 16,8 inch x 16,6 inch và nặng 25,5 pound. Diện tích xây dựng 10 "x 8" x 8 "nhỏ hơn diện tích xây dựng của R1. Đơn vị này có tiêu chuẩn với một đầu đùn nhưng có thể chứa bộ đùn tùy chọn thứ hai để in hai màu.